# Father of the Bride (álbum)
Father of the Bride es el cuarto álbum de estudio de la banda estadounidense de indie rock Vampire Weekend. Fue lanzado el 3 de mayo de 2019 por Columbia Records. El lanzamiento marcó el primer proyecto de la banda en casi seis años, después de Modern Vampires of the City (2013), y el primer proyecto del grupo desde la partida del multiinstrumentista y productor Rostam Batmanglij. Fue producido principalmente por Ariel Rechtshaid y Ezra Koenig, y cuenta con numerosos colaboradores externos, incluyendo a Danielle Haim, Steve Lacy, Dave Macklovitch de Chromeo, DJ Dahi, Sam Gendel, BloodPop y Batmanglij. Es un álbum de pop e indie rock musicalmente diverso y altamente referencial, contrastando letras pesadas y directas con un ambiente musical primaveral. También cuenta con una amplia gama de influencias, que incluyen la música country y bandas de jam.
El álbum fue precedido por tres sencillos dobles: «Harmony Hall» / «2021», «Sunflower» / «Big Blue» y «This Life» / «Unbearably White». Tras su lanzamiento recibió aclamación de los críticos musicales. Father of the Bride recibió dos nominaciones en la 62.ª edición de los Premios Grammy: álbum del año, que perdió contra When We All Fall Asleep, Where Do We Go? de Billie Eilish, y mejor álbum de música alternativa, el cual ganaron. El disco también fue un éxito comercial, convirtiéndose en el tercer álbum consecutivo del grupo en debutar en el número uno en la lista de Billboard 200. La banda promocionó el álbum con una gira mundial, con una formación expandida de siete personas.

## Antecedentes
En mayo de 2013, la banda lanzó Modern Vampires of the City, que tuvo éxito tanto crítico como comercial, y ganó el premio Grammy al mejor álbum de música alternativa. El álbum fue promocionado con una gira mundial que concluyó en septiembre de 2014. Cansados de la gira, la banda se tomó un descanso de escribir y grabar. Durante este período, Koenig creó la serie de televisión animada Neo Yokio y coescribió y produjo «Hold Up» del álbum Lemonade (2016) de Beyoncé. También se mudó de Nueva York a Los Ángeles. El 26 de enero de 2016, Rostam Batmanglij anunció su partida de la banda a través de Twitter, enfatizando que él y Koenig seguirían colaborando. Más tarde el mismo día, Koenig anunció que Vampire Weekend había comenzado a trabajar en su cuarto álbum, bajo el título provisional de «Mitsubishi Macchiato», con la contribución de Batmanglij en la grabación. En noviembre de 2016 se informó que el grupo había firmado con Columbia Records, marcando su salida de XL Recordings. Durante 2016, Koenig pasó tiempo escribiendo el álbum e investigando en bibliotecas con estudiantes graduados. Al año siguiente, dijo que el disco tendría una vibra primaveral y en ese momento consistía en canciones tituladas «Flower Moon» y «Conversation».

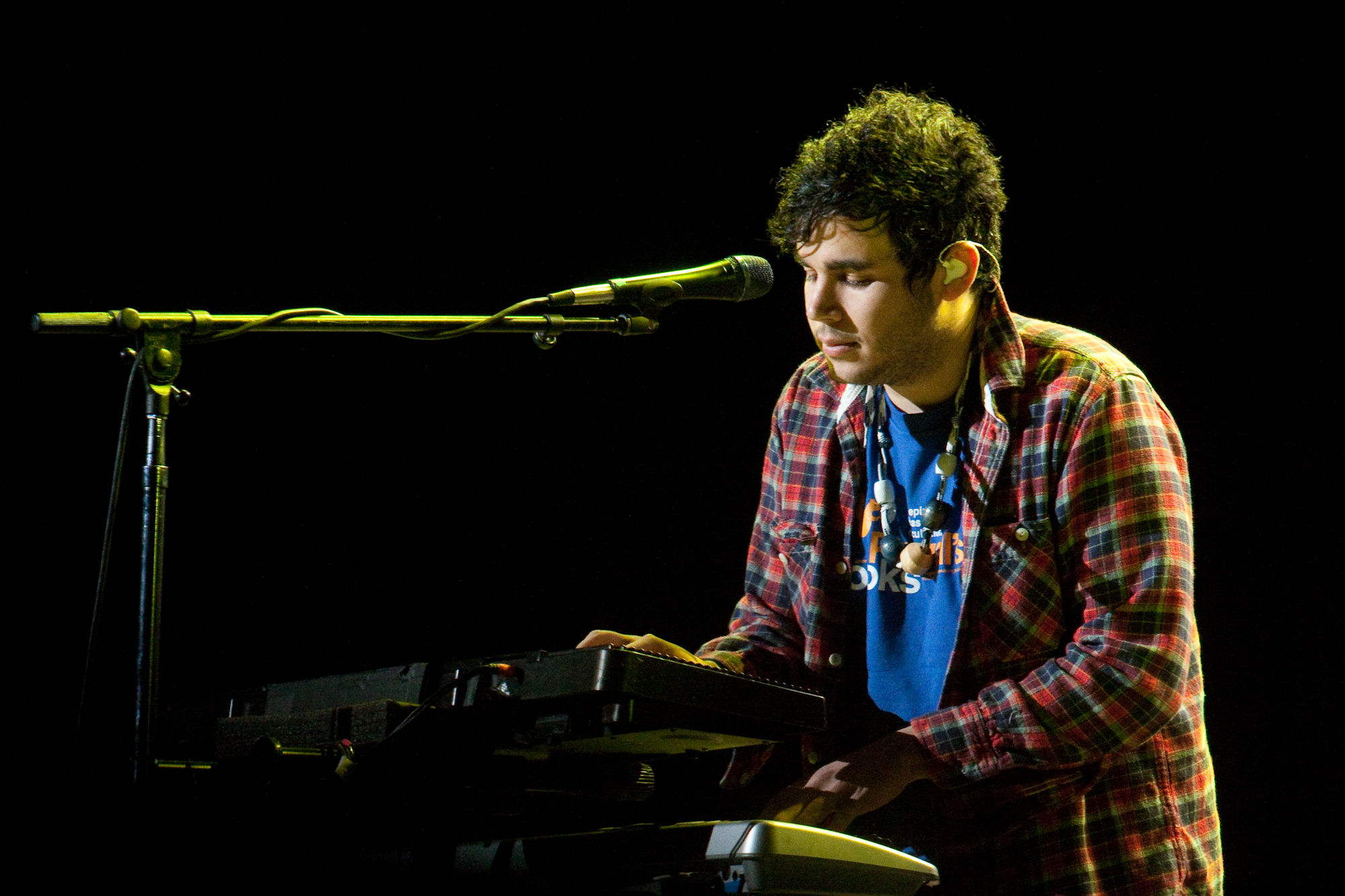
Es el primer álbum de la banda sin Rostam Batmanglij

El álbum fue grabado principalmente en el estudio casero del productor Ariel Rechtshaid en Silver Lake, Los Ángeles, conocido como Effie Street Studios, así como en Vox Studios en Hollywood y Sony Music Studios en Tokio. Esto llevó a numerosas colaboraciones con Danielle Haim, quien vive con Rechtshaid. En septiembre de 2017, Koenig dijo que el álbum estaba «80% completo». Batmanglij estuvo involucrado en el álbum, y en una entrevista de diciembre, Koenig mencionó que su forma de colaborar no había cambiado a pesar de su partida de la banda. También afirmó que trabajar con Kanye West lo había inspirado a incluir una variedad más amplia de músicos en el álbum, y que su composición para el disco había sido influenciada por la cantante de música country Kacey Musgraves. Sobre la influencia, dijo: «Soy el tipo de persona que ha pasado horas examinando las letras poéticas vanguardistas de ciertos compositores, y había algo que se sentía tan bien [sobre cómo] desde el primer verso, sabías quién estaba cantando, a quién le estaban cantando, en qué tipo de situación se encontraban», señalando que esto no se aplicaba a muchas canciones de Vampire Weekend. El 4 de agosto de 2018, Koenig anunció que el álbum había sido completado.

## Música

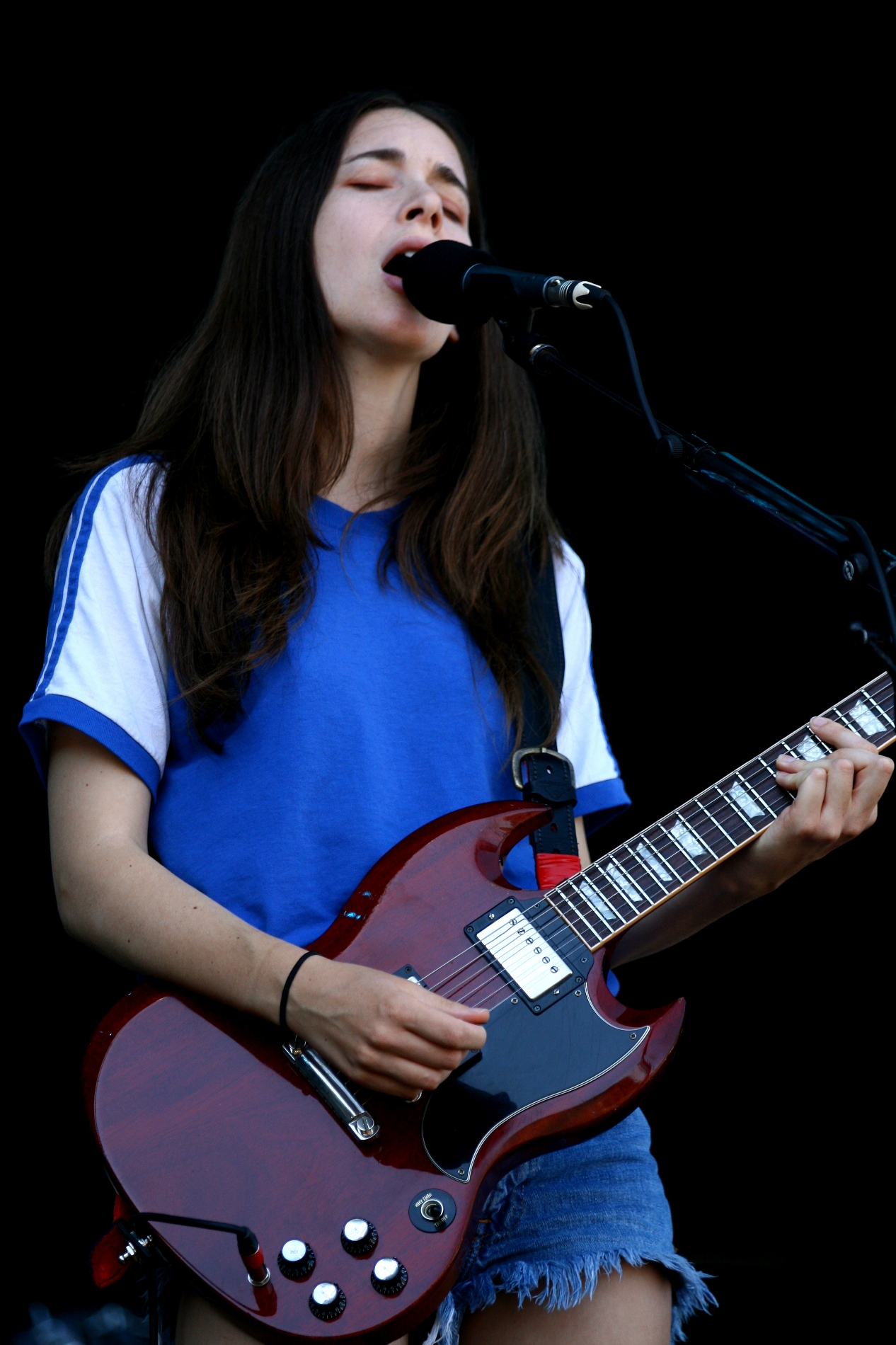
Danielle Haim aparece en tres duetos junto a Koenig y contribuye con coros en todo el álbum.

Father of the Bride es un álbum de pop e indie rock fuertemente referencial tanto lírica como musicalmente, canalizando un estado de ánimo primaveral a pesar de su densidad «enciclopédica». Explora una paleta musical más amplia que los lanzamientos anteriores de la banda, contrastando música cálida y agradable con letras pesadas y oscuras. Los estilos musicales clave explorados a lo largo del álbum incluyen R&B, soul, country, folk, rock, art pop y baroque pop. La amplia gama de estilos musicales del álbum ha sido comparada con el White Album (1968) de The Beatles, aunque Koenig considera que el álbum se asemeja más a álbumes dobles temáticamente cohesivos como The River (1980) de Bruce Springsteen y Aguaplano (1987) de Paolo Conte. El estilo despreocupado del álbum ha sido comparado con jam bands como Grateful Dead y Phish. También se ha descrito como más estadounidense que el trabajo anterior de la banda, con la voz y la guitarra de Koenig adoptando un tono de raíces country, y las canciones canalizando el Great American Songbook.
El estilo lírico del álbum es más directo y sencillo, inspirado en la cantante de country estadounidense Kacey Musgraves. Los temas explorados en el álbum incluyen la juventud perdida, la caída romántica, la lucha política, la incertidumbre, el destino, la complacencia, el medio ambiente y el existencialismo, con un arco eventual hacia la redención y el renacimiento. Las bodas y las iglesias actúan como motivos recurrentes que exploran el amor, y el álbum frecuentemente presenta imágenes bíblicas. Koenig considera que el álbum es más líricamente cohesivo que el trabajo anterior, afirmando: «los géneros, quizás, y las referencias van por todas partes, pero en realidad creo que líricamente es uno de los álbumes de Vampire Weekend más unificados».

## Lista de canciones
| Father of the Bride |                                              |                                                               |                                         |          |  |
| N.º                 | Título                                       | Escritor(es)                                                  | Productor(es)                           | Duración |  |
| 1.                  | «Hold You Now» (con Danielle Haim)           | Ezra Koenig, Hans Zimmer                                      | Ariel Rechtshaid, Koenig                | 2:33     |  |
| 2.                  | «Harmony Hall»                               | Koenig                                                        | Rechtshaid, Koenig, Rostam Batmanglij   | 5:08     |  |
| 3.                  | «Bambina»                                    | Koenig                                                        | Rechtshaid, Koenig                      | 1:42     |  |
| 4.                  | «This Life»                                  | Koenig, Makonnen Sheran, Mark Ronson                          | Rechtshaid, Koenig, Dave Macklovitch    | 4:28     |  |
| 5.                  | «Big Blue»                                   | Koenig                                                        | Rechtshaid, Koenig, DJ Dahi             | 1:48     |  |
| 6.                  | «How Long?»                                  | Koenig, William Shelby, Stephen Shockley, Leon F. Silvers III | Rechtshaid, Koenig, Macklovitch         | 3:32     |  |
| 7.                  | «Unbearably White»                           | Koenig                                                        | Rechtshaid, Koenig, BloodPop            | 4:40     |  |
| 8.                  | «Rich Man»                                   | Koenig, S. E. Rogie                                           | Rechtshaid, Koenig                      | 2:29     |  |
| 9.                  | «Married in a Gold Rush» (con Danielle Haim) | Koenig                                                        | Rechtshaid                              | 3:42     |  |
| 10.                 | «My Mistake»                                 | Koenig, Ludwig Göransson                                      | Rechtshaid, Koenig, DJ Dahi, Buddy Ross | 3:18     |  |
| 11.                 | «Sympathy»                                   | Koenig, Rechtshaid                                            | Rechtshaid, Koenig                      | 3:46     |  |
| 12.                 | «Sunflower» (con Steve Lacy)                 | Koenig                                                        | Rechtshaid, Koenig                      | 2:17     |  |
| 13.                 | «Flower Moon» (con Steve Lacy)               | Koenig, Rechtshaid, Sam Gendel                                | Rechtshaid, Koenig, Lacy                | 3:57     |  |
| 14.                 | «2021»                                       | Haruomi Hosono, Koenig                                        | Rechtshaid, Koenig                      | 1:38     |  |
| 15.                 | «We Belong Together» (con Danielle Haim)     | Koenig, Batmanglij                                            | Batmanglij                              | 3:10     |  |
| 16.                 | «Stranger»                                   | Koenig                                                        | Rechtshaid, Koenig                      | 4:08     |  |
| 17.                 | «Spring Snow»                                | Koenig, BloodPop, Gendel                                      | Rechtshaid, Koenig, BloodPop, Ross      | 2:40     |  |
| 18.                 | «Jerusalem, New York, Berlin»                | Koenig                                                        | Rechtshaid, Koenig, BloodPop, Ross      | 2:54     |  |
| 57:50               |                                              |                                                               |                                         |          |  |

| Bonus tracks de la versión de Japón |                                              |                                          |                     |          |  |
| N.º                                 | Título                                       | Escritor(es)                             | Productor(es)       | Duración |  |
| 19.                                 | «Houston Dubai»                              | Koenig                                   | Rechtshaid, Koenig  | 2:19     |  |
| 20.                                 | «I Don't Think Much About Her No More»       | Mickey Newbury                           | Rechtshaid, DJ Dahi | 2:49     |  |
| 21.                                 | «Lord Ullin's Daughter» (featuring Jude Law) | Koenig (música), Thomas Campbell (texto) | Rechtshaid, DJ Dahi | 3:38     |  |
| 66:36                               |                                              |                                          |                     |          |  |